# کارنیج (کمیک)
کارنیج (به انگلیسی: Carnage) یک شخصیت خیالی ابرشرور در کتاب‌های کمیک آمریکایی منتشر شده توسط مارول کمیکس است. این شخصیت برای اولین بار در شمارهٔ ۳۶۰ از سری کمیک مرد عنکبوتی شگفت‌انگیز ظاهر شد. کارنیج توسط نویسنده دیوید میشلینی، و طراحان مارک بگلی و اریک لارسن خلق شده‌است. کارنیج متعلق به نژادی تخیلی و آمورف (بدون ساختار فیزیکی) زیست فرازمینی و انگل تحت عنوان سیمبیوت است. این شخصیت اغلب به عنوان دشمن شخصیت ابرقهرمان مرد عنکبوتی، و همچنین دشمن دیرینه ونوم محسوب می‌شود. نخستین و قابل توجه‌ترین میزبان او، آدم‌کشی زنجیره‌ای در دنیای مارول به نام کلیتوس کسدی به‌شمار می‌رود. این شخصیت تاکنون میزبان‌های زیادی در اختیار داشته است و در عالم کمیک رکورددار آدم‌کشی است.کارنیج فرزند ونوم و پدر تاکسین است.

در سال ۲۰۰۹، کارنیج در فهرست برترین ابرشروران کتاب‌های کمیک وب‌گاه آی‌جی‌ان، رتبه ۹۰ را کسب کرد.

اولین حضور کارنیج در دنیای کمیک در جلد کمیک شماره ۳۶۱ مردعنکبوتی شگفت انگیز (۱ اپریل ۱۹۹۲)

وودی هرلسون نقش این شخصیت در فیلم ونوم: بگذارید کارنیج بیاید (۲۰۲۱) ایفا کرده است.

## شخصیت
کارنیج یک قاتل تمام عیار است، کارنیج از قتل‌عام و هرج و مرج بسیار لذت می‌برد، او آنقدر قوی است که با ونوم دنیا را به نابودی کشاندند. کارنیج میزبان‌های بسیاری مانند مرد عنکبوتی، نورمن آزبورن، کلیتوس کسدی و … را داشته‌است.

کارنیج (کلیتوس کسدی) در اسپایدرمن انمیتد سریز